# Lista över svenska biståndsorganisationer
Organisationer som förmedlar bistånd från insamlade medel eller medel från Sida. Se även Listan över biståndsländer för en landsindelad lista. Biståndsorganisationer kallas ibland även för välgörenhetsorganisationer eller insamlingsorganisationer.

## A
- ABF
- Adventist Development and Relief Agency International
- Afrikagrupperna
- Ankarstiftelsen
- ActionAid
- ABC - aktiva insatser för människa och miljö
- Arkitekter utan gränser

## B
- Barnens hopp
- Barnens RäddningsArk
- Broderskapsrörelsen

## C
- Caritas Sverige
- Clowner utan gränser

## D
- Diakonia

## E
- Emmaus
- Erikshjälpen

## F
- Forumciv
- Framtidsjorden

## H
- Hjälp till Liv International
- Hoppets Stjärna
- Hungerprojektet, http://www.hungerprojektet.se

## I
- Indian Children
- Individuell Människohjälp, IM
- Ingenjörer utan gränser, www.ingenjorerutangranser.se
- Ingenjörer och naturvetare utan gränser, INUG
- Insamling-Zambias Barn
- Insamlingsstiftelsen Gatubarn
- IOGT-NTO-rörelsens Internationella Insititut, III
- Islamic Relief Sverige

## J
- Jarl Hjalmarson Stiftelsen

## K
- KFUK-KFUM
- Kooperation Utan Gränser Har 2013 bytt namn till We Effect[1]
- Kvinna till Kvinna

## L
- Latinamerikagrupperna
- Lepramissionen
- Liberia Dujar Association (LDA)
- LO-TCO:s Biståndsnämnd
- Läkare utan gränser
- Läkarmissionen[2]

## O
- Olof Palmes Internationella Center

## P
- Palestinagrupperna
- Pingstmissionens Utvecklingssamarbete

## R
- Rädda Barnen
- Röda Korset[3]

## S
- Sida
- SOS Barnbyar
- Socionomer Utan Gränser
- Svalorna
- Svenska Afghanistankommittén
- Svenska Baptistsamfundet
- Svenska handikapporganisationers internationella utvecklingssamarbete
- Svenska kyrkans internationella arbete
- Svenska Missionskyrkan
- Svenska missionsrådet
- Swedfund

## T
- Tamam
- Tostan Sverige
- Trosgnistan

## U
- Utbildning för biståndsverksamhet (UBV)
- We Effect https://weeffect.se/